# Hallum
Hallum (Friese uitspraak: [’hɔləm]) is een terpdorp in de gemeente Noardeast-Fryslân, in de Nederlandse provincie Friesland. Hallum ligt ten noorden van Leeuwarden, tussen Stiens en Marrum. Het dorp ligt aan de Hallumertrekvaart ten oosten van de N357.
In 2023 telde telde het dorp 2.675 inwoners. Onder het postcodegebied van het dorp vallen de buurtschappen Hallumerhoek en Vijfhuizen.

## Beschermd dorpsgezicht
Een deel van Hallum is een beschermd dorpsgezicht, een van de beschermde stads- en dorpsgezichten in Friesland. In het dorp zijn  verschillende rijksmonumenten.

## Geschiedenis

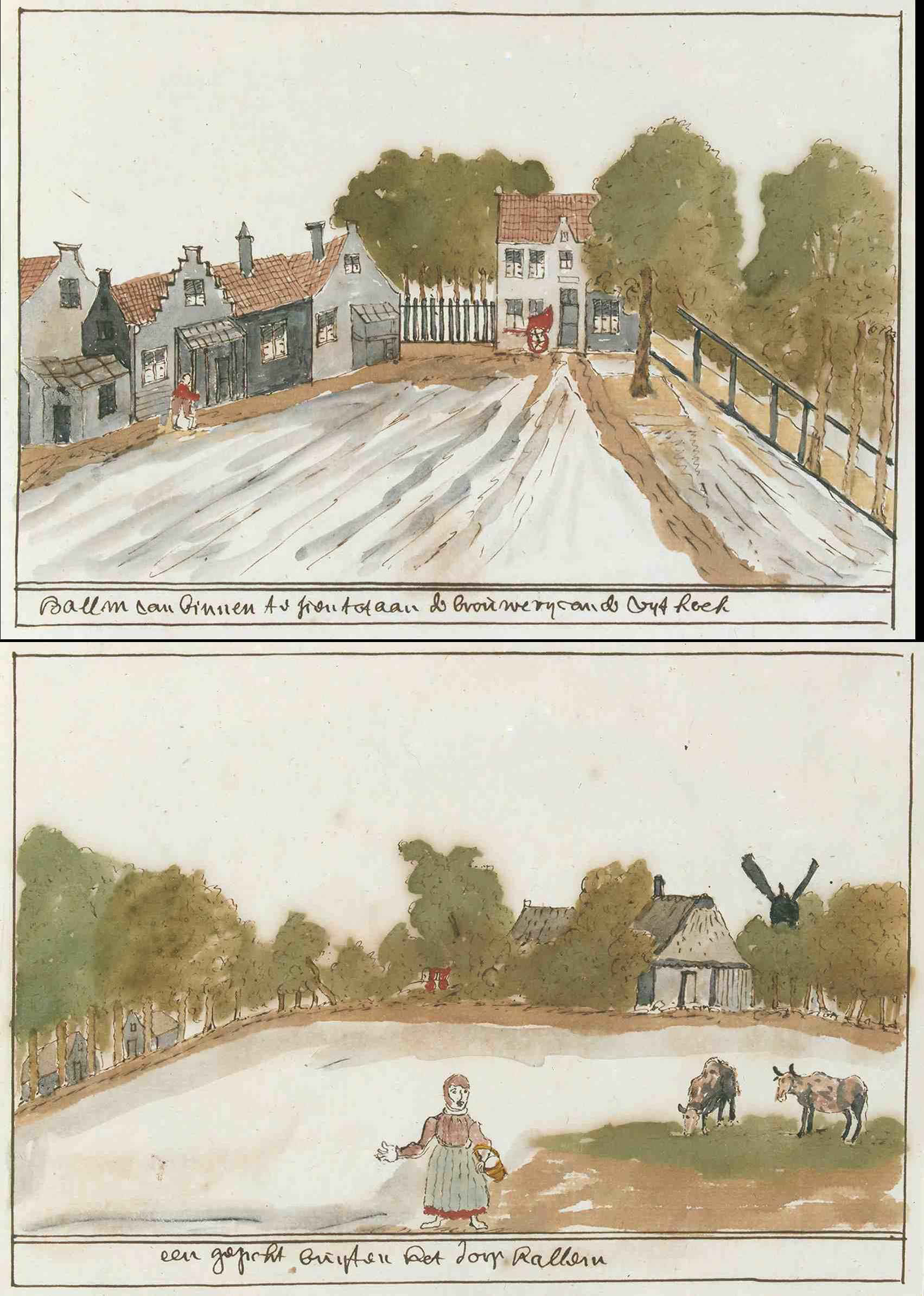
Hallum in de 18e eeuw van de Atlas Schoemaker

Het dorp is ontstaan op een terp die opgeworpen was op een kwelderrug. De terp met een radiale vorm werd enkele eeuwen voor de christelijke jaartelling reeds bewoond. In 2007 werden in de terp van Hallum resten gevonden uit de 4e en 5e eeuw. De locatie kwam beschikbaar voor archeologische opgraving door de sloop van een oude koekfabriek, welke half in de terp gebouwd was.
In de middeleeuwen bevond zich in het zuiden van de buurtschap Hallumerhoek het Norbertijnenklooster Mariëngaarde. Op de terp lag mogelijk vanaf de 11e eeuw een state, de Offingastate. In 1738 werd de state afgebroken. De plaats werd in de 13e en 16e eeuw vermeld als Hallem. In 14e eeuw werd de plaats vermeld als Hallim en in 1491 als Hallum.
De plaatsnaam zou duiden op het feit dat een woonplaats (heem/um) was van of bewoond werd door Halle. Al wordt ook wel gedacht dat het mogelijk verwijst naar het woonplaats was in een hoek of bij hoek land.
Tot 2019 viel Hallum onder de toenmalige gemeente Ferwerderadeel.

## Kerken
Het dorp kent een drietal kerken. De oudste is de hervormde kerk, de Grote of Sint-Maartenkerk. Het schip dateert van rond 1300 en vertoont kenmerken van de romanogotiek. De toren werd gebouwd na het instorten van de oorspronkelijke toren in 1804.
Op het kerkhof van de kerk, ligt er een erehof voor een aantal gesneuvelde van tijdens de Tweede Wereldoorlog.
De gereformeerde kerk De Hoeksteen dateert uit 1912. Het kerkgebouw is een gebouw in rationalistische stijl naar ontwerp van Tjeerd Kuipers. Verder telt Hallum nog een doopsgezinde kerk, een zaalkerk uit 1910.

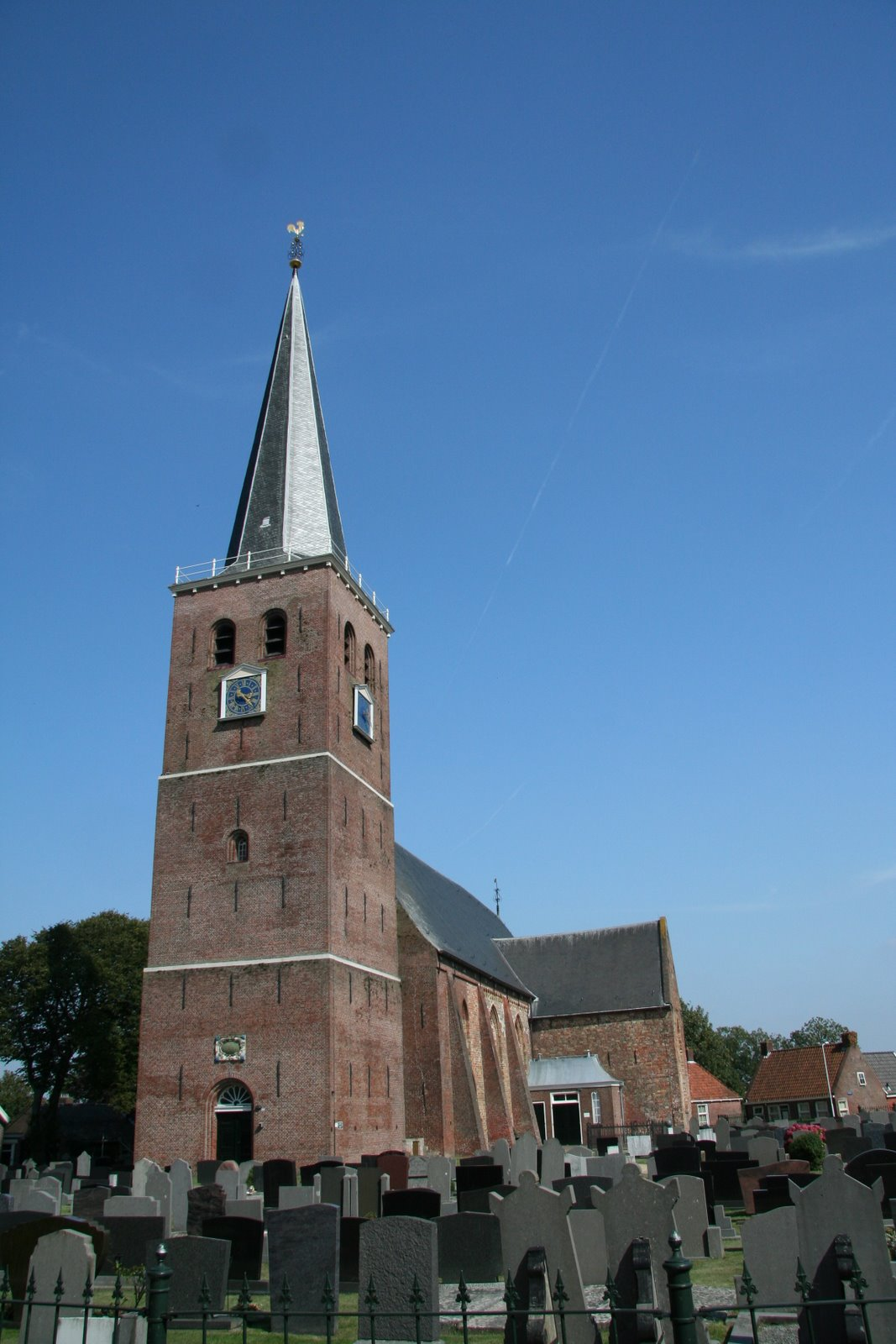
Grote of Sint-Maartenkerk
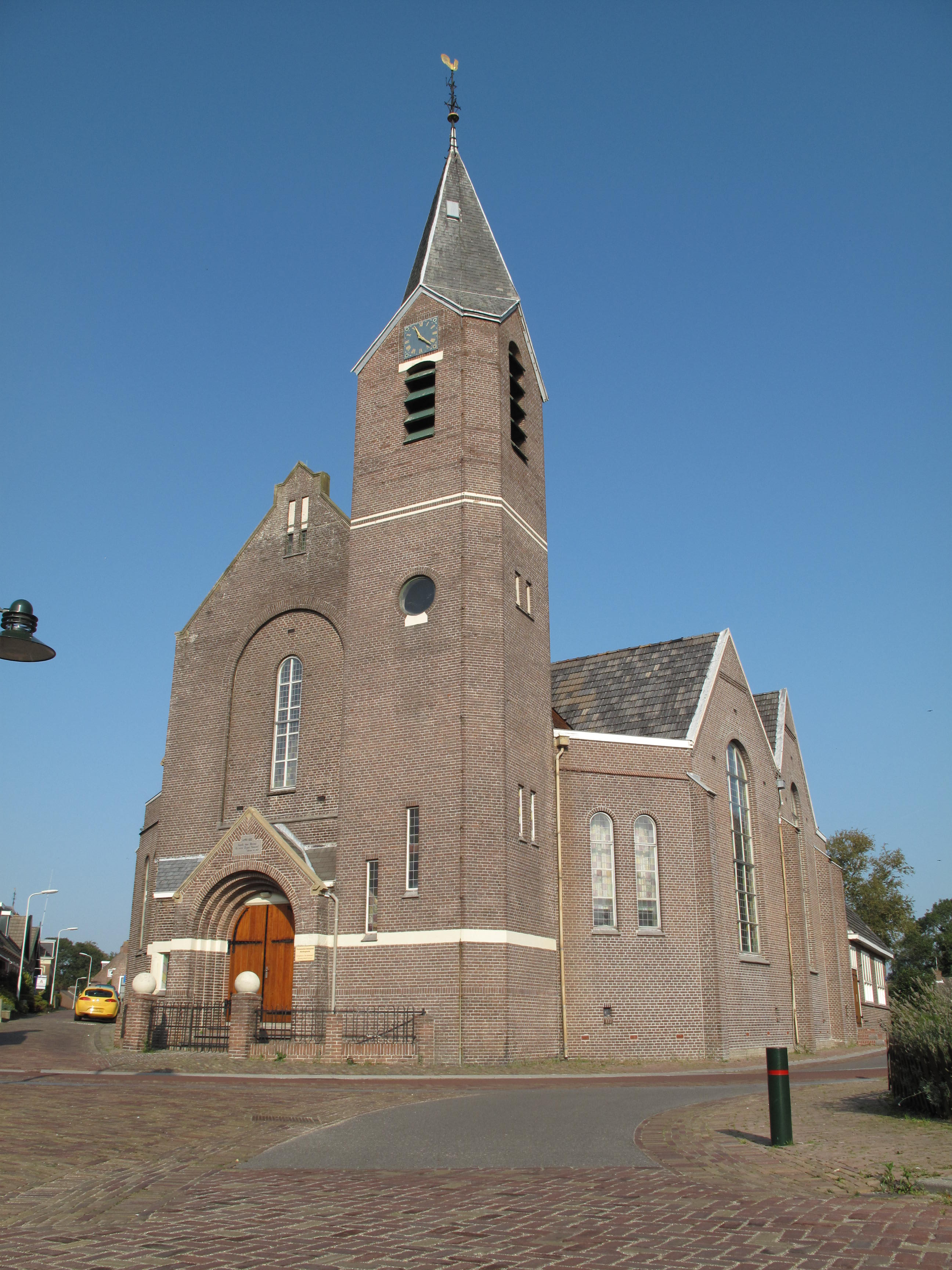
De Hoeksteen

## Molen

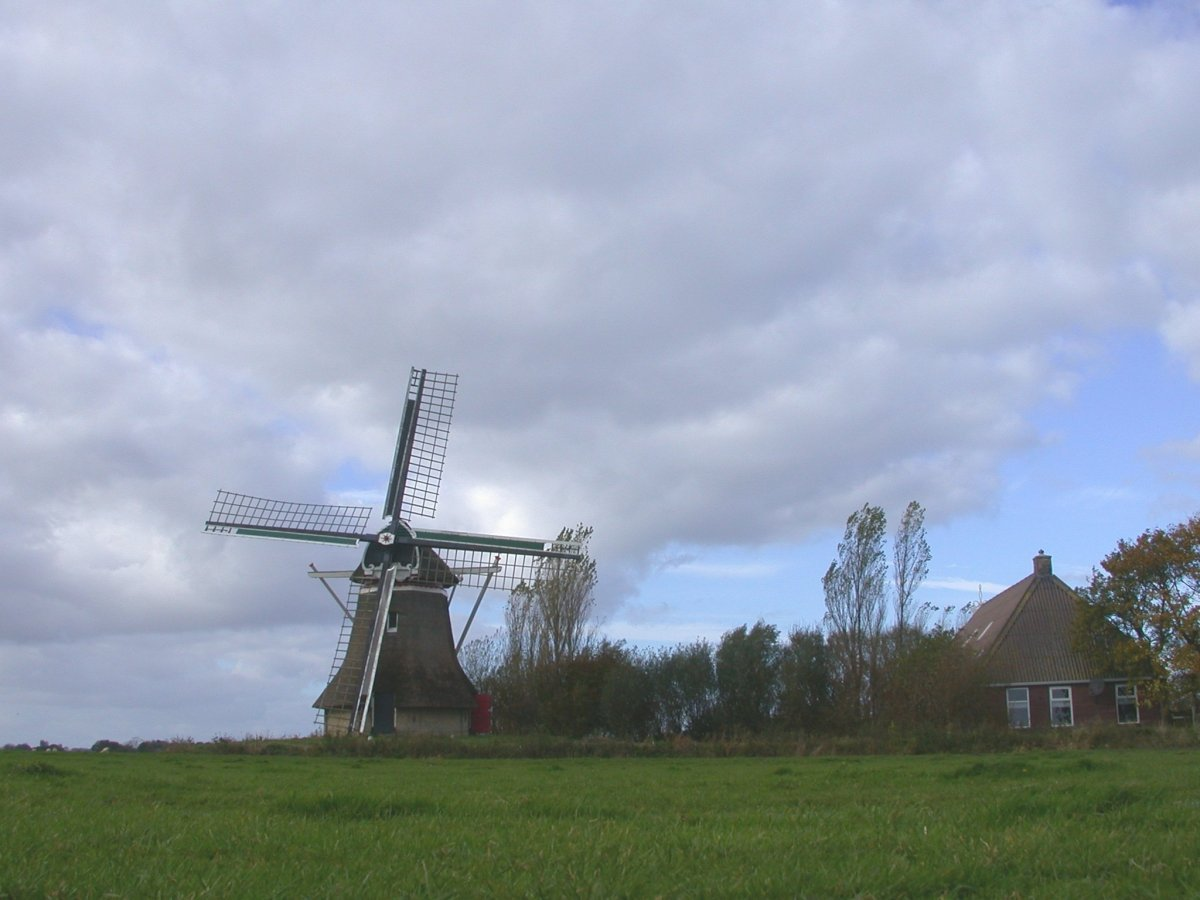
Molen Genezareth

Zo'n drie kilometer van het dorp staat aan de Hallumertrekvaart de uit 1850 daterende poldermolen Genezareth, die ook wel de Kloosterpoldermolen wordt genoemd.

## Industrie en woningen
In het dorp zijn enige voedingsmiddelenindustrieën gevestigd, waaronder de Hellema koekjesfabriek en de Van der Meulen beschuitfabriek.
In 2008 werd het wooncomplex Offingaburg gebouwd met 12 verzorgingswooneenheden, 14 seniorenappartementen en 6 eengezinswoningen.

## Sport
Het dorp heeft een voetbalvereniging Wykels Hallum, een watersportvereniging W.S.V. Wetterfreonen, een volleybal/badminton vereniging sv Havot, een turnvereniging Turnlust Hallum, een tennisvereniging Tennisvereniging Hallum en een kaatsvereniging KV Hallum.
De start er finish van de Bartlehiemtocht is er ieder jaar op de derde zaterdag van augustus. Het is een internationale skeelerwedstrijd. Verder wordt ieder jaar wordt er op de laatste zaterdag van augustus de Autocross van Hallum verreden.

## Cultuur

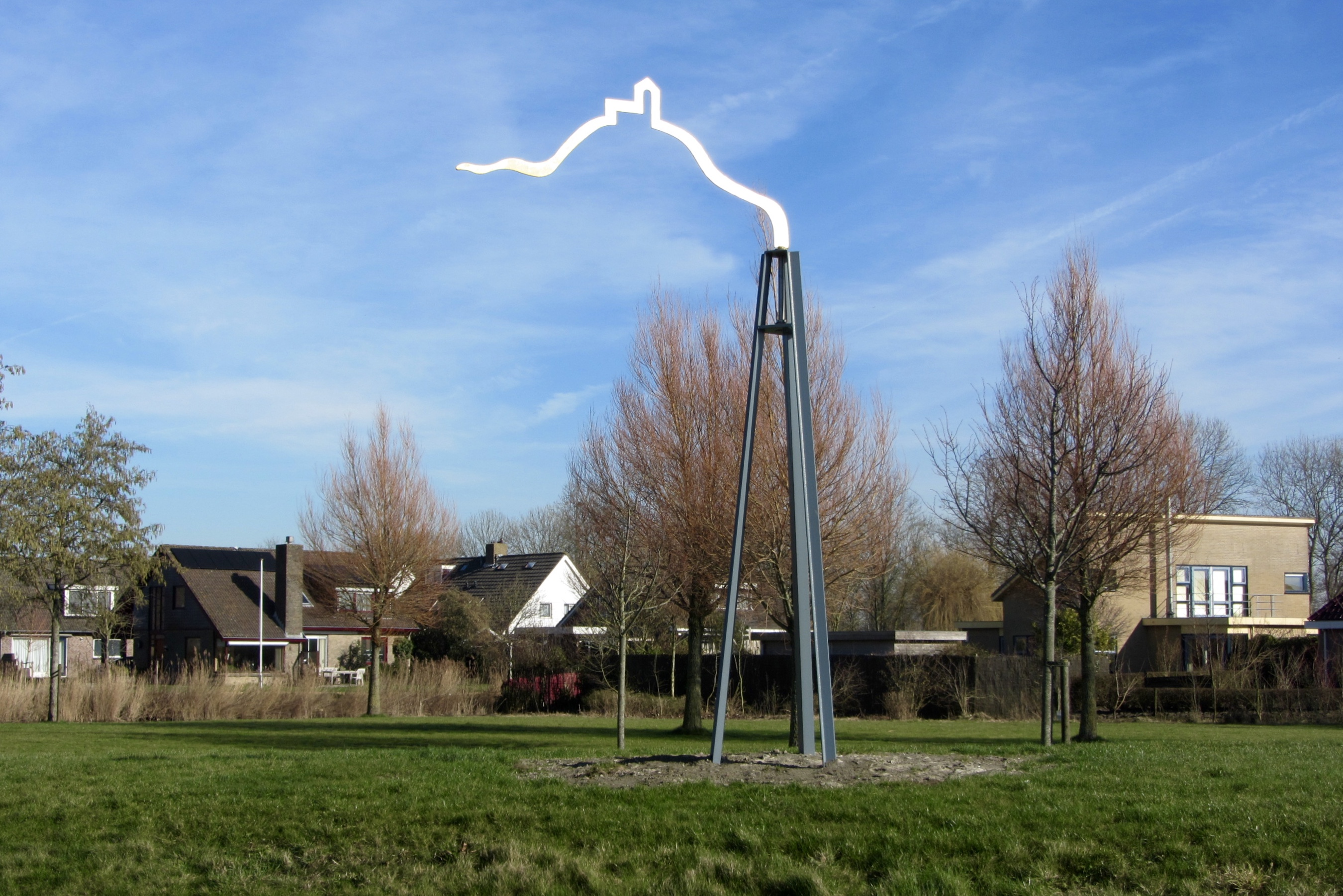
Kunstwerk bij de dorpskern

Het dorp heeft een dorpshuis, het Multifunctioneel centrum Trefpunt. Hallum heeft een gemengd zangkoor Popkoor Mingeling.

## Onderwijs
Het dorp heeft een tweetal basisscholen, de CBS It Fundamint en OBS Op ‘e Dobbe

## Geboren in Hallum
- Frederik van Hallum (circa 1125-1175), pastoor
- Cornelis Douwes van der Weg (1834-1893), landbouwer, veearts, burgemeester en toneelschrijver
- Jan Rutgers (1850-1924), arts, neomalthusianist en predikant
- Barend Kamphuis (1950), hoogleraar en theoloog
- Sierd van der Berg (1968), voetbalkeeper en keepertrainer
- Pieter van Tuinen (1976), kaatser (koning PC 1997)
- Jurjen Bosch (1985), voetballer
- Marijke Groenewoud (1999), schaatser